# Selecció de bàsquet d'Àustria
La Selecció de bàsquet d'Àustria és l'equip format per jugadors de nacionalitat austríaca que representa la Federació Austriaca de Bàsquet en les competicions internacionals organitzades per la Federació Internacional de Bàsquet (FIBA) o el Comitè Olímpic Internacional (COI).

## Classificacions

### Campionats europeus
- 1947 - 12
- 1951 - 11
- 1955 - 13
- 1957 - 14
- 1959 - 16
- 1977 - 12

## Jugadors destacats
- Jakob Pöltl – Primer jugador nascut a Àustria en jugar a la NBA.